# (14791) Атрей
(14791) Атрей (др.-греч. Ἀτρεύς) — типичный троянский астероид Юпитера, движущийся в точке Лагранжа L4, в 60° впереди планеты. Астероид был открыт 19 сентября 1973 года голландскими астрономами К. Й. ван Хаутеном, И. ван Хаутен-Груневельд и Томом Герельсом в Паломарской обсерватории и назван в честь Атрея, одного из персонажей древнегреческой мифологии.

Орбита астероида Атрей и его положение в Солнечной системе